# Dasyuris phaeoxutha
Dasyuris phaeoxutha är en fjärilsart som beskrevs av Turner 1926. Dasyuris phaeoxutha ingår i släktet Dasyuris och familjen mätare. Inga underarter finns listade i Catalogue of Life.